# Walkin'/Chinatype
Walkin'/Chinatype è il primo singolo del gruppo musicale italo-britannico Dhuo, pubblicato nel 1984.

## Descrizione
Il brano cover Walkin' è cantato da Logan, autore anche del testo in inglese, mentre Bergonzi fornisce il coro; il brano Chinatype è di sola musica. Di questi due brani Logan e Bergonzi sono autori sia della musica, sia degli arrangiamenti. La foto del retro copertina che li ritrae è di Fabio Nosotti.
Il brano Walkin' fu presentato da Bergonzi e da Logan al Festival di Sanremo 1984 nella sezione Nuove Proposte e arrivò in finale. Da notare che quell'anno a Sanremo ci fu l'esordio della competizione parallela Nuove proposte e che tutti gli interpreti cantarono in playback. Il brano dei Dhuo, l'ultimo ad essere cantato in inglese al Festival di Sanremo, era stato registrato nel novembre precedente. Walkin' fu riproposto dagli stessi interpreti su Italia 1, nello speciale Super Sanremo 1984, condotto da Claudio Cecchetto e da Gabriella Golia. Entrò poi nell'album Festival '84 della CGD - dove non tutte le canzoni di Sanremo furono comprese  - e, in remix, nell'album dei Dhuo Overflow, sempre del 1984.
Il disco, realizzato in 13 versioni, fu pubblicato all'estero con queste etichette: Sire-CGD, 0-20253, in USA e Messico, 1984;  CGD, 106 668, in Germania e nei Paesi Scandinavi, 1984; Barclay, 821 396-1, in Francia, 1984; Sire, 92 02530, in Canada, 1984; Seven Seas, K07S-7060, in Giappone, 1985. Per un periodo, nel 1984, la serie televisiva tedesca Tatort utilizzò il brano Wlakin' come sigla e questo evento amplificò in Germania la notorietà del brano musicale.

## Tracce
Lato A
1. Walkin' – 4:07 (testo: Mike Logan – musica: Mike Logan, Bruno Bergonzi; edizioni musicali CGD)

Lato B1
1. Chinatype – 3:44 (musica: Mike Logan, Bruno Bergonzi; edizioni musicali CGD)

## Formazione
- Bruno Bergonzi - batteria, tastiere e voce
- Mike Logan - tastiere e voce